# Blok 28 (Nový Bělehrad)
Blok 28 (v srbské cyrilici Блок 28) je komplex obytných budov v srbské metropoli Bělehradu. Blok 28 se nachází v Novém Bělehradu a je vymezen ulicemi Bulevar umetnosti ze západní strany, Bulevar Milutina Milankovića z jižní strany, Španskih boraca z východní strany a bývalou dálnicí Bratrství a jednoty ze severu.
Komplex různě vysokých obytných budov, který zahrnuje 4 věžové domy a dva dlouhé obytné domy, vznikl podle návrhu Milutina Glavičkého a Branislava Jovina. Některé domy navrhl architekt Ilija Arnautović. Výstavba objektů probíhala v letech 1970-1974. Pro ní byla použita technologie betonových panelů.
Dva dlouhé domy, které se nacházejí na severní, resp. jižní straně bloku získaly díky ikonickému vzhledu svých oken přezdívku televizorky.[zdroj?]
Blok měl sloužit jako centrální část Nového Bělehradu. V rámci plánu, který byl schválen v roce 1965 zde mělo být zbudováno na 300 nadstandardních bytů s velikostí 120 m2, které však nenašly své zájemce, a tak investorská společnost JINGRAP musela dodatečně upravovat metráž bytů. Spolu s bloky 21, 23 a 30 tvořil blok 28 nejhustěji osídlenou část největšího sídliště tehdejší jugoslávské metropole.